# TB–4
A TB–4 (oroszul: ТБ–4), gyári jelzéssel ANT–16 (АНТ–16) teljesen fémépítésű szovjet, hatmotoros nehéz bombázó repülőgép, melyet Andrej Tupoljev tervezőcsoportja készített a CAGI-ban az 1930-as évek elején. Csak egy prototípusa készült el.

## Története
A TB–3 nehézbombázó tapasztalatai alapján a Vörös Hadsereg Légiereje 1929-ben bízta meg a CAGI-t egy, a korábbiaknál nagyobb bombaterheléssel és nagyobb hatótávolsággal rendelkező bombázó kifejlesztésével. Az akkori tervezési koncepciónak megfelelően (melyre erősen hatott Giulio Douhet légi hadviselés elmélete) a fő cél a méret, ezzel együtt a bombaterhelés növelése volt. A sebesség kevésbé volt fontos szempont, a nagy, de lomha gép védelmét a beépített önvédelmi fegyverzettől várták. A Légierő 1930-ban hagyta jóvá a főbb paramétereket. A legnagyobb terhelhetőséget 18 tonnában határozták meg, ebből 10 t volt a fegyverterhelés. 200 km/h-s utazósebesség mellett 2000 km-es hatótávolsággal számoltak, amelyhez 5000 LE motorteljesítményt terveztek M–35 (későbbi jelzéssel AM–35) motorok alkalmazásával. A gép terveit a gazdaságirányításért felelős Munkaügyi és Védelmi Tanács (SZTO) 1930 áprilisában hagyta jóvá.
A tervezést Andrej Tupoljev irányította. Több később ismertté vált szovjet repülőgép-tervező is részt vett a munkálatokban. Alekszandr Arhangelszkij a törzs, Vlagyimir Petljakov a szárnyak tervezését irányította, míg Vlagyimir Mjasziscsev a bombatér kialakításáért felelt. Az előzetes aerodinamikai számításokat 1930 októberére elkészítette a CAGI. A tervezés és a prototípus megépítése két évig elhúzódott. 
A gép a TB–3 konstrukcióján alapult, annak nagyobb, továbbfejlesztett változata. A fejlesztés során végig problémás kérdés volt az alkalmazható motorok típusa. A géphez eredetileg négy darab 1250 LE-s M–35-ös motort szántak. A motorfejlesztés azonban jelentős csúszásban volt, az M–35 motorok gyártása csak 1940-ben indult el. Az M–35 helyett tettek kísérletet külföldi motorok beszerzésére. Szóba kerültek olasz Isotta Fraschini, brit Rolls-Royce és német BMW motorok is, ezek a tervek azonban nem valósultak meg.
Mire a gép elkészült, csak a kisebb teljesítményű, 560 kW-os (750 LE) M–34-es (AM–34) motorok álltak rendelkezésre, amelyekből hat darabot kellett beépíteni. Kettőt-kettőt a szárnyakra, míg kettőt a törzs fölé egy gondolába. A szükséges motorok 1932 decemberében érkeztek meg.
1933-ban februártól júliusig tartott a hodinkai Központi repülőtéren az elkészített részegységek összeállítása, valamint a motorok és az egyéb berendezések, fegyverzet beszerelése. 1933. július 3-án Mihail Gromov berepülőpilóta parancsnoksága alatt a hodinkai repülőtérről végrehajtották a géppel az első felszállást. A gyári berepülés után 1933 szeptemberében elkezdték a gép állami tesztjeit. A géppel összességében kedvezőek voltak a tapasztalatok (a gép nagyjából hozta az elvárt teljesítményt), de számos probléma is jelentkezett (vibráció, kormányfelületek hatástalansága). A motorteljesítmény elégtelen volt, a szárnyon lévő motorok hatásfokát jelentősen lecsökkentette a mögöttük lévő szárny közel kétméteres vastagsága okozta ellenállás. A berepülés során a vibráció megszüntetése érdekében megerősítették a törzs hátsó részét és módosították a magassági kormányt mozgató mechanizmust.
A berepülést folytatták ugyan, de a Légierő 1933 novemberében elutasította a gépet és nem támogatták a sorozatgyártását. A Légierő helyette az akkor már készülő, propaganda célokra szánt nyolcmotoros ANT–20 tervezett katonai változatát támogatta, az ANT–16-tal kapcsolatban pedig azt javasolták, hogy a CAGI az ANT–20 kísérleteihez használja fel. A gép sorozatgyártását kezdetben a 22. sz. repülőgépgyárban, később a voronyezsi 18. sz. repülőgépgyárban tervezték elindítani 1934 első negyedévében. Végül 1934 elején az ANT–16-tal kapcsolatban minden munkát felfüggesztettek.

## Tervezett változatok
A megépített prototípussal párhuzamosan 1932 augusztusában elkezdték egy második prototípus építését is. 1933 januárjára a gép 17%-os készültségi állapotban volt. 1933 augusztusában azonban a CAGI azt az utasítást kapta, hogy hagyják abba a gép építését és az abba szánt M–34-es motorokat ANT–20-hoz használják fel.
A CAGI-ban további változatokat is megvizsgáltak. Elkészítették egy utasszállító változat terveit, amelyet a 22. sz. repülőgépgyárban gyártottak volna. A CAGI készítette volna el a prototípust, de a túlterheltsége miatt erre nem került sor.
Szóba került egy gőzturbinás változat, amelyhez a gőzhajtóművet a Harkovi Repülési Főiskolán (HAI) tervezték. A gőzfejlesztőt a szárnytőben helyezték volna el. Az elképzelés végül nem valósult meg.
1932-ben megvizsgálták egy acélvázzal készített, kisebb szárnyfelületű TB–4bisz változat lehetőségét, de ezt is elvetették.
1933-ban a Légierő javaslatára a CAGI megvizsgálta egy szállító változat tervét, amely a tehertérben könnyű páncélos járműveket (T–18, T–27, T–37A) szállíthat. A terv nem valósult meg, de a CAGI 1935-ig jelentős munkát fektetett az ilyen gépek megvalósításába.

## Műszaki adatok

### Geometriai méretek és tömegadatok
- Fesztáv: 54 m
- Hossz: 32 m
- Magasság: 11,73 m
- Szárnyfelület: 422 m²
- Üres tömeg: 21 400 kg
- Normál felszálló tömeg: 33 280
- Maximális felszálló tömeg: 37 000 kg

### Motor
- Száma: 6 db
- Típus: AM–34R V12-es hengerelrendezésű, folyadékhűtésű benzinmotor
- Legnagyobb teljesítmény (egyenként): 560 kW (750 LE)

### Repülési jellemzők
- Legnagyobb sebesség: 200 km/h (földközelben)
- Normál utazósebesség: 159 km/h
- Leszálló sebesség: 105 km/h
- Átesési sebesség: 63 km/h
- Hatótávolság: 2000 km (2000 kg bombaterheléssel)
- Legnagyobb repülési magasság: 2750 m
- Megengedett túlterhelés: 78,3 kg/m²
- Felszállási úthossz: 800 m
- Kigurulási úthossz: 400 m